# Megasema kollari
Megasema kollari är en fjärilsart som beskrevs av Lederer 1853. Megasema kollari ingår i släktet Megasema och familjen nattflyn. Inga underarter finns listade i Catalogue of Life.